# تشارلز إيدوا
تشارلز إيدوا (بالفرنسية: Charles Edoa)‏ (17 مايو 1990 بالكاميرون - ) هو لاعب كرة قدم كاميروني في مركز الهجوم. شارك مع منتخب الكاميرون لكرة القدم. أما مع النوادي، فقد لعب مع نادي الطائي ونادي العروبة ويونيون دوالا.

## روابط خارجية
- تشارلز إيدوا على موقع قاعدة بيانات كرة القدم.إي يو (الإنجليزية)
- تشارلز إيدوا على موقع ناشيونال فوتبول تيمز (الإنجليزية)